# 高橋岩太郎
高橋 岩太郎（たかはし いわたろう、1912年1月25日 - 2002年）は、日本のヤクザ、右翼活動家。日本国粋会落合一家六代目総長。東京都中野区本町出身。

## 終戦まで
明治45年（1912年）1月25日、東京府東多摩郡中野町（現：東京都中野区本町）で生まれた。実家は農業と酒造業を営む旧家だった。
大正12年（1923年）、中野の桃園尋常小学校を卒業。東京府立第六中学校（現：東京都立新宿高校）に進学した。
同年9月1日昼、自宅の裏の鶏小屋で卵を取っていたところ、関東大震災に遭遇。中学校は半年間休校となった。その間、酒や煙草、博打を覚え、喧嘩に明け暮れるようになった。
大正14年（1925年）には喧嘩で相手を刺す事件を起こし、から放校処分を受けた。それからは実家を飛び出し愚連隊に身を投じた。その後警察から追われるようになり、新宿を離れて不良仲間だった高円寺の藤井の家に転がり込んだ。幸平一家の中野・新井の貸元・大草宇一の若衆が藤井の家に出入りしており、その紹介で大草と知り合った。
昭和4年（1929年）ごろから背中に「野ざらし」（長襦袢の袖口から両手を出した足のない幽霊と「南無阿弥陀仏」の文字が入った絵）の図柄の刺青を入れ始めた。
昭和5年（1930年）5月、大草が妾の住む沼袋の家に何日も顔を見せなくなり、妾から大草捜索を依頼された。高橋は東京市牛込区細工町にある鉄火場・牛込三助部屋を訪ねたが見つからなかった。しかし「大草が賭場で幸平一家の東京府豊多摩郡戸塚町（現：新宿区早稲田）の貸元・高山寅吉（後の幸平一家七代目）の代貸・石川三郎と金銭の貸し借りで揉め、石川三郎にビール瓶で殴られて怪我を負った」という情報を得、同じ月に千住で床屋を営む大草の実姉の家で、大草を発見した。彼は大草の頭に巻かれた包帯を見て、石川を殺害することを決意。同月、匕首を懐中に隠して、豊多摩郡戸塚町の石川の賭場の前で石川を待った。彼は石川の顔を知らなかったため、表に「石川三郎様」と書いた偽封筒を用意していた。同日午前2時ごろ、賭場があがって客が賭場から出て行った後に5、6人の集団が歩いて来るのを確認した。高橋岩太郎は、その集団の前に進んで浅草の若い衆だと偽り、「この封筒を石川三郎に直に渡して欲しいと頼まれた」と云った。集団の真ん中にいた男が、「自分が石川三郎だ」と名乗ったので、封筒を渡す風を装い匕首で刺した。現場から逃走して橋から小川に飛び込んだ後は橋の下に身を隠し、そこから大きな屋敷の庭に移って、植え込みの陰に隠れて夜明けを待った。夜明けとともに屋敷を出た後は省線・高田馬場駅に向かい、そこから線路伝いに新宿2丁目に向かって関東国粋会城西支部の事務所を訪ねた。そこで小金井一家新宿二代目・平松兼三郎に面会し、「石川三郎襲撃は自分の一存で行ったことで、大草宇一に迷惑がかからないように取り計らって欲しい」と訴えた。平松は関係者に電話をかけ、時間ほど後に石川が生きていることを高橋伝えた。すぐに石川の若衆たちが関東国粋会城西支部の事務所に押しかけてきて、高橋を渡すように要求した。平松は石川要求を拒否して東京・洲崎の武部申策（生井一家五代目・井上吉五郎の舎弟）の若衆・沼田寅松に仲裁人を依頼した。沼田は翌日東京・椎名町の幸平一家六代目・足立勘助総長の自宅を訪ねて一任を取り付けた。その後、高橋岩太郎は左手の小指を詰めた。
昭和6年（1931年）、高橋は賭場で同門の幸平一家の者を斬り、一家から追放された。その後は再び高円寺の不良仲間・藤井の家に転がり込み、愚連隊に身を投じた。
同年、警視総監・丸山鶴吉による大規模な暴力団摘発が起こる。高橋も杉並警察署に逮捕され、市ヶ谷拘置所に移送された。そこで大陸浪人を自称する黒田と同房になったが、彼は12、13人分の汚物が入った桶を表に出させたりするなどして高橋の恨みを買った。29日間の拘留の末に黒田より早く釈放された高橋は、何日か後に高円寺で通行人に絡んでいた黒田と遭遇し、飛び出しナイフで黒田の左頬と右頬を切り裂いた後に腹部を刺して杉並警察署に自首した。黒田は落合一家の大竹仙太郎（落合一家渋谷大和田の貸元・山田重吉の養子で、山田重吉の娘婿。後の落合一家五代目総長）に説得されて告訴せず、高橋は送検されずに20日間拘留された後に釈放された。
その後、大竹は高橋が愚連隊にいることを知ると落合一家に遊びに来るように誘い、これを契機として大竹の下で博打打ちの修業に励むことになった。当時、落合一家は四代目・菅沼清兵衛（通称：喧嘩清兵衛）の時代だった。
このころの高橋は目黒・駒場で開帳された常盆で、立ち番（警察の手入れを防ぐための見張り、及び、警察に踏み込まれたとき、賭場の客を逃がすための食い止め役）を務めていた。ある日の常盆で警察隊の手入れを受けた際、賭場の客は逃がせたものの大竹一門の代貸以下多くが捕まってしまった。高橋は右手の小指を詰めて大竹に詫びを入れた。それから懲役6ヶ月の判決を受けて服役。出所後に再び青山のノルウェイ公使館での賭博開帳図利罪で逮捕された。巣鴨拘置所に拘留されて裁判を受け、懲役1年の判決を受けて、府中刑務所に服役した。
昭和11年（1936年）には3年間の部屋住み修業が終わり、大竹仙太郎から盃をおろしてもらって若衆となった。同時に賭場の一部を責任者として任された。
同年、大竹の若衆・宮本が目黒・駒場にある大竹仙太郎の賭場に酔っ払ってやって来た。大竹は宮本に賭場から帰るように言ったものの、宮本は懐から匕首を取り出した。賭場の梯子番が、宮本から匕首を取り上げ、2人の若衆が賭場の外に連れ出した。翌日の夜明け、高橋は大竹仙太郎の若衆である水岡辰也（高橋の愚連隊時代の舎弟）と堀川義生（高橋の舎弟格）を連れ、5人の見届け役とともに目黒・駒場にある宮本の自宅を襲撃した。水岡が日本刀で2階に寝ていた宮本を切りつけたものの、彼はそれかわして、布団を被ったまま雨戸を破って外に出、2階のひさしを伝って地面に飛び降りた。しかし宮本は目黒・松見坂の橋の上で力尽きて倒れこみ、追いついてきた高橋らに日本刀で斬られ、3日後に破傷風を併発して死亡した。水岡と堀川は高橋を庇って目黒警察署に自首し、水岡は懲役3年の判決、堀川義生は懲役2年・執行猶予5年の判決を受けた。
昭和12年（1937年）、大竹から自分の事務所を持つことを許される。同年、大竹は約1ヶ月の予定で、満州国に遊びに出かけ、留守を高橋に任せた。その間、賭場に出入りしていた替え銭屋（賭場で貸元の許可を得て、両替や金貸しの商売をする者）の婆さんが、賭場の上客を引っ張って内会（土地の貸元に内緒で打つ博打）の博打を開帳した。高橋は婆さんが渋谷・円山町の待合で開帳していることを突き止め、円山町の待合の前に張り込んだ。博打が終わって客が出て行った後、脇差しを抜いて替え銭屋の婆さんを襲った。婆さんは待合の玄関に逃げ込んだものの、高橋は脇差しで婆さんの背中を斬って2度と内会をしないようにと脅し、脇差しを持って渋谷警察署に自首した。その後、渋谷警察署の留置場で吐血したことで刑の執行が停止され、渋谷・道玄坂の大友病院に入院した。肺結核であった。
その後、湯河原の博打専門旅館「曙」で、磧上義光（後の住吉一家四代目総長。港会会長）と知り合い、ともに湯河原や熱海、箱根の賭場で博徒らに対する恐喝を繰り返して金銭を奪った。二人は銀座の篠原縫殿之助に頼んで旅館代を支払ってもらっていた。
昭和13年（1938年）、高橋と磧上の恐喝が湯河原に遊びに来ていた上萬一家貸元・磧上義朝（磧上義光の兄。通称：傷義）に伝えられ、義光は高橋と磧上東京に帰るように命令した。同年、高橋は落合一家恵比寿の貸元・富岡倉吉の養子となり、富岡倉吉の末娘と結婚した。同年ごろから、愚連隊やヤクザと思しき人物は警察に逮捕されて29日間の拘留を受けるようになってきた。高橋は賭場の客・沢田に頼み込んで、空き瓶の回収業を始めた。
昭和15年（1940年）、高橋岩太郎は、大竹の伴をして浅草の料理屋に入った。そこで芸妓のお松と知り合い、それからお松を目当てに浅草へ通うようになった。同年に恵比寿で舎弟に制裁を加える傷害事件を起こして渋谷警察署から指名手配を受けた高橋は、お松の家（お松の姉が経営する置屋）に身を隠した。傷害事件は示談になったが、高橋はお松の家に住むようになった。
昭和19年（1944年）、召集令状を受け、教育召集として、東京・赤羽の工兵隊に入営した。そこで同じ班の上等兵を丸太で殴り倒したため、3日間営倉入りとなった。除隊となった後に赤羽の工兵隊の班長が浅草のお松の家を訪ねてきたので、かねてから班長のために用意していた軍刀を贈った。
昭和20年（1945年）、関東国粋会は「武蔵挺身隊」を設立し、東部軍に協力した。高橋も武蔵挺身隊に所属し、防空壕掘りなどに従事した。同年8月15日、玉音放送で「終戦詔書」の音読放送を聴いた。

## 終戦後から落合一家継承まで
このころ、高橋岩太郎は、渋谷代官山に居を構え、恵比寿駅前に事務所を設置していた。事務所には、常時20、30人の若衆が詰めていた。高橋岩太郎は、渋谷・恵比寿の3ヶ所で毎日常盆を開帳した。高橋岩太郎は、恵比寿にあった7ヶ所の闇市のうち、6ヶ所を守りした。高橋岩太郎は、渋谷駅近くの闇市のマーケットに、自分の店を2店出店した。
同年11月3日、GHQは、朝鮮人および台湾省民を「できる限り解放国民として処遇する」と声明した。

このころ、渋谷宇田川町の闇市の一画に、華僑総本部が作られた。華僑総本部は、闇市に何軒かの飲食店を持った。その後、渋谷警察署署長・土田精（後の警視庁予備隊初代隊長）は、渋谷警察署署員に命じて、華僑総本部が闇市で販売している禁・統制品物資を没収し、不法建築家屋を取り壊した。すぐに、華僑総本部は、新たな闇物資が売買し始め、再び不法建築家屋を建てた。華僑総本部の多数の者が、集団で渋谷警察署に押しかけ、華僑に対する取締りを止めるように、激しく抗議した。それから、闇市を通った警察官に対する華僑総本部の者の集団暴行が、繰り返された。これを切っ掛けに渋谷事件が勃発した。
昭和22年（1947年）、高橋岩太郎は、恵比寿駅前の事務所で、渋谷警察署の刑事に、「高橋岩太郎の身柄は拘束しない」と云う条件で、渋谷事件で使用した14年式拳銃の任意提出を求められた。高橋岩太郎は、渋谷警察署の刑事の要求を拒否した。渋谷警察署の刑事は、毎日高橋岩太郎を説得に訪れた。2週間後、高橋岩太郎は、高橋の身柄を拘束しないと云う条件で、14年式拳銃の任意提出に応じた。3日後、高橋岩太郎は、渋谷駅前交番の巡査から、渋谷警察署に出頭するように、通知された。高橋岩太郎は、渋谷警察署に出頭し、司法主任の取調べを受けた。高橋岩太郎は、銃砲刀剣類等不法所持で起訴され、5日間拘留された後、釈放された。1ヵ月後、高橋岩太郎は検察庁に呼び出され、罰金刑を言い渡された。
同年、高橋岩太郎は、大竹仙太郎の伴で、銀座の賭場に行った。銀座の賭場で、大竹仙太郎と高橋岩太郎は、生井一家・篠原縫殿之輔（通称：銀座の殿様）に会った。1時間後、高橋岩太郎は、木挽町の待合で、大竹仙太郎と篠原縫殿之輔から、生井一家・森田政治（後の日本国粋会初代会長。通称:独眼竜の政）を紹介された。それから、高橋岩太郎と森田政治は兄弟分となった。
昭和25年（1950年）11月10日、大竹仙太郎が、新宿区の東京医科大学病院で、扁平上皮癌のため、死亡した。享年51。大竹仙太郎は、東京医科大学病院に入院中、生井一家・篠原縫殿之輔と小金井一家・渡辺国人を招き、落合一家の跡目を高橋岩太郎にするように、遺言していた。大竹仙太郎の葬儀は、渋谷代官山の高梁岩太郎の自宅で行われた。高橋岩太郎が施主を務めた（親の葬儀の施主を務める者が、跡目である）。森田政治も葬儀に参列した。
昭和26年（1951年）、高橋岩太郎は、落合一家六代目襲名の書状を、全国の関係者に送付した。

## 落合一家継承後
昭和26年（1951年）秋、辻宣夫、小島玄之、松下喜太郎、柏木勇、三田村武夫らは、近代的な反共運動を起こすため、有馬頼寧、丸山鶴吉、吉田茂、太田耐造、後藤隆之助、安倍源基、鹿内信隆を世話人に迎えて、「日本青少年善道協会」を設立した。その後、法務総裁・木村篤太郎が、「日本青少年善道協会による青少年に対する反共啓蒙運動では、手遅れだ」と主張した。それにより、全国の博徒、テキヤ、愚連隊を結集した20万人の「反共抜刀隊」計画が持ち上がった。博徒側の取りまとめ役として、元大日本国粋会理事長・梅津勘兵衛が要請されたが、梅津勘兵衛は断った。
昭和27年（1952年）、高橋岩太郎は、新宿三越裏の喫茶店「白十字」で、万年東一から、安藤組・安藤昇組長を紹介された。安藤昇の兄貴分が、小林光也（通称：小光）で、小林光也の兄貴分が万年東一だった。高橋岩太郎は、安藤昇に、博打のテラの取り方などを教えた。
同年7月、木村篤太郎が、東京都文京区の梅津勘兵衛宅を訪れ、梅津勘兵衛に大日本国粋会の再建を要請した。梅津勘兵衛は「刑法を改正し、賭博事犯は非現行なら検挙させないようにする」という条件で、木村篤太郎の要請を了承した。梅津勘兵衛は、生井一家・篠原縫殿之輔、住吉一家・倉持直吉、田甫一家・金井米吉、生井一家・鈴木米太郎、生井一家・百瀬梅太郎らに協力を依頼し、了解を得た。篠原縫殿之輔の代理人が、森田政治だった。森田政治は、高橋岩太郎にも協力を依頼した。高橋岩太郎は快諾した。
同年12月16日、東京・上野の「精養軒」で、第1回の大日本国粋会再建委員会が開かれ、「共産党が武装蜂起した場合には、博徒部隊はテキヤ部隊と協力して、武力で鎮圧する」との誓約がなされた。この会合の経費の殆どを、森田政治が負担した。その後、吉田茂首相が、「反共抜刀隊構想」に反対し、「反共抜刀隊構想」は頓挫した。また、梅津勘兵衛の死去にともない、大日本国粋会再建計画も中断した。森田政治は、高橋岩太郎を連れて、大野伴睦、小西寅松らに会った。森田政治は、小西寅松に国粋会会長就任を、大野伴睦に国粋会参与就任を依頼した。小西寅松は国粋会会長就任を承諾したが、大野伴睦は返事を保留した。
昭和28年（1953年）、安藤組は、高橋岩太郎の舎弟・武田一郎率いるテキヤの武田組と小競り合いを繰り返していた。白昼に路上で、両組の若衆同士が乱闘を起こし、互いに相手方の事務所に殴り込みをかけた。武田組は、安藤組の地下事務所にガソリンをまき、火を付けようとした。同年、安藤昇は、東興業の事務所を、渋谷区上通り4丁目のビル3階に移した。事務所は10坪。社長室は8坪で、緑色の絨緞を敷き詰めていた。社長室の窓際には、丸い鳥かごが置かれ、紅いカナリヤが飼われていた。このころから、安藤昇は賭博を開帳し始めた。毎週金曜日にはポーカー賭博を行った。
昭和32年（1957年）、武田組組員と安藤組組員が揉めた。翌日午前6時ごろ、安藤昇は、2丁の拳銃を所持し、安藤組専務・志賀日出也とともに、新宿の尾津喜之助の自宅に赴いた。安藤昇は、武田組との抗争の件で、武田一郎組長の親分筋は、関東尾津組・尾津喜之助組長と認識しており、直接尾津喜之助のもとに掛け合いに来たことを告げた。尾津喜之助は、安藤昇の武田組に対する要求を認めた。同日、高橋岩太郎と小林光也は安藤昇の行動に立腹した。翌日、高橋岩太郎と小林光也は、尾津喜之助宅を訪れて、尾津喜之助に安藤昇の行動を謝罪した。尾津喜之助は、安藤昇の要求を認めていた。高橋岩太郎は、尾津喜之助に、安藤組と武田組に手打ちをさせることを提案した。尾津喜之助は、高橋岩太郎の提案に賛成した。その後、安藤組と武田組は、池袋の料理屋で、高橋岩太郎を仲裁人、尾津喜之助の兄弟分・極東関口初代の関口愛治を見届人として、手打ちを行った。

昭和33年（1958年）6月11日午後7時10分、横井英樹襲撃事件が勃発した。事件発生直前まで、高橋岩太郎は、安藤組赤坂支部で、安藤組赤坂支部長・志賀日出也や安藤組赤坂支部・千葉一弘（後の住吉会住吉一家石井会相談役）らとマージャンを行っていた。
同年7月3日、「日本国粋会」が結成された。同日、品川プリンスホテルで、生井一家、幸平一家、田甫一家、小金井一家、佃政一家、落合一家、信州斉藤一家、金町一家、伊勢紙谷一家、義人党や佐郷屋嘉昭、松本良勝、辻宣夫、防衛庁政務次官ら400余名が出席し、「日本国粋会創立記念式典」が行われた。
同年12月24日、静岡県三島市で、鶴政会（後の稲川会）の若衆とテキヤ極東愛桜連合会（後の極東会及び極東桜井総家連合会）系の若衆が揉めた。互いに殴り込みの応酬があり、鶴政会も極東愛桜連合会も死者と重傷者が出た。森田政治は、高橋岩太郎と前川一家・荻島峯五郎総長に相談して、仲裁に動いた。極東愛桜連合会・関口愛治会長は森田政治に話を任せたが、鶴政会・稲川角二（後の稲川聖城）会長は納得しなかった。高橋岩太郎と荻島峯五郎も、森田政治を助けて、稲川角二を説得した。
昭和35年（1960年）同年6月10日、ハガチー・アメリカ大統領新聞係秘書は、羽田空港出口で、デモ隊に取り囲まれた。ハガチーは、アメリカ海兵隊のヘリコプターで、羽田空港を出た。
同月、岸信介首相は、警察の警備不足を補うため、自民党幹事長・川島正次郎を通して、児玉誉士夫に、右翼団体・暴力団・宗教団体の取りまとめを依頼した。
児玉誉士夫は、警視庁と打ち合わせた結果、稲川組（後の稲川会）5000人、松葉会2500人、飯島連合会3000人、国粋会1500人、義人党300人、神農愛国同志会10000人を、「警官補助警備力」として、東京・芝の御成門周辺に配置することを決めた。
昭和36年（1961年）2月17日、東京築地明石町の料亭「治作」で、関口愛治と稲川角二の手打ち式が行われた。仲裁人には森田政治がなり、介添人には高橋岩太郎と荻島峯五郎がなった。
昭和37年（1962年）夏ごろから、右翼の児玉誉士夫は、「一朝有事に備えて、全国博徒の親睦と大同団結のもとに、反共の防波堤となる強固な組織を作る」という「東亜同友会」の構想を掲げ、錦政会（後の稲川会）・稲川角二（後の稲川聖城）会長、北星会・岡村吾一会長、東声会・町井久之会長らに根回しを始め、同意を取り付けた。
昭和38年（1963年）2月11日、京都市の都ホテルに、稲川角二、岡村吾一、町井久之、三代目山口組・田岡一雄組長らが集まり、児玉誉士夫の構想が披露された。関東の組長を稲川角二が、関西・中国・四国の組長を田岡一雄が、九州の組長を児玉誉士夫がまとめて、意思統一を図った。

同年3月、グランドパレス事件が勃発した。結果的に、児玉誉士夫が推し進めていた東亜同友会構想は頓挫した。
同年3月、警察庁は、神戸・山口組、神戸・本多会、大阪・柳川組、熱海・錦政会、東京・松葉会の5団体を広域暴力団と指定し、25都道府県に実態の把握を命じた。

同年8月、安藤組幹部・西原健吾（花形敬の舎弟）の若衆・田中が、渋谷区宇田川町で、岡村文化部（会長は岡村吾一）組員と揉めた。これを切っ掛けに、花形敬刺殺事件が発生した。
同年12月21日、日本国粋会は、錦政会、住吉会、松葉会、義人党、東声会、北星会とともに、児玉誉士夫の提唱する関東会に参加した。
同日、関東会の結成披露が、熱海の「つるやホテル」で行われた。松葉会・藤田卯一郎会長が、関東会初代理事長に就任した。児玉誉士夫、児玉誉士夫らが昭和36年（1961年）に結成した青年思想研究会（略称は青思会）常任諮問委員・平井義一元衆議院議員、青思会諮問委員・白井為雄、青思会常任実行委員・中村武彦、青思会常任実行委員・奥戸足百、松葉会顧問・関根賢、三代目波木一家・波木量次郎総長が関東会結成披露に出席した。
同年12月下旬、関東会は、関東会加盟7団体の名で、「自民党は即時派閥抗争を中止せよ」と題する警告文を、自民党衆参両議院200名に出した。自民党衆議院議員・池田正之輔は、この警告文を、激しく非難した。警告文は、自民党の治安対策特別委員会で、議題に取り上げられた。これは、暴力団が連帯して政治に介入してきた、初めての事件だった。河野一郎派を除く衆議院議員と参議院議員は「関東会からの警告文は、児玉誉士夫と親しい河野一郎を擁護するものだ」と判断し、検察と警察当局に関東会壊滅を指示した。
昭和39年（1964年）1月、「暴力取締対策要綱」が作られた。

同年2月、警視庁は「組織暴力犯罪取締本部」を設置し、暴力団全国一斉取締り（第一次頂上作戦）を開始した。
昭和40年（1965年）5月、田岡一雄が東京で倒れ、渋谷区セントラル病院に入院した。高橋岩太郎は、森田政治の妻とともに、田岡一雄を見舞った。
同年12月、日本国粋会が解散した。
昭和55年（1980年）1月、高橋岩太郎は、賭博開帳図利罪で懲役1年6ヶ月の刑を受け、府中刑務所に服役した。高橋岩太郎は狭心症で病舎に移った。高橋岩太郎は、収監中に陽明学を知り没頭した。
昭和56年（1981年）1月、高橋岩太郎は府中刑務所を出所した。住吉連合（後の住吉会）常任相談役・日野一家・川口喨史ら1000人近い人が出迎えた。刑務所側は、出迎えの者を府中競馬場の近くに移動させ、刑務官が高橋岩太郎を背負って、府中競馬場まで運んだ。
昭和62年（1987年）、森田政治が死去した。享年74。同年9月3日、東京・泉明寺で、森田政治の本葬が執り行われた。高橋岩太郎が葬儀委員長を務めた。
平成14年（2002年）、高橋岩太郎が死去した。

## 高橋岩太郎 関連書籍
- 山平重樹『一徹ヤクザ伝　高橋岩太郎』幻冬舎＜幻冬舎アウトロー文庫＞、2004年、ISBN 4-344-40596-X

劇画
- 原作：山平重樹、脚本：天龍寺弦、画：田中正仁『実録 一徹ヤクザ伝 高橋岩太郎』竹書房バンブーコミックス 2005年-2007年
- 『実録 一徹ヤクザ伝 高橋岩太郎 戦後最大の暴動！編』2005年11月、ISBN 4-8124-6316-5
- 『実録 一徹ヤクザ伝 高橋岩太郎 鉄火一本槍編』2006年5月、ISBN 4-8124-6345-9
- 『実録 一徹ヤクザ伝 高橋岩太郎 懲役仁義編』2006年12月、ISBN 4-8124-6376-9